# 鱘屬
鱘屬為鱘科下的一屬，亦是鱘形目下最大的屬。共有19種，目前許多種都受到威脅。

## 下属物种
- 西伯利亞鱘（Acipenser baerii）
  - 貝加爾湖鱘（Acipenser baerii baicalensis）
  - 勒拿河鱘（Acipenser baerii stenorrhynchus）
- 短吻鱘（Acipenser brevirostrum）
- 達氏鱘（Acipenser dabryanus）
- 湖鱘（Acipenser fulvescens）
- 俄羅斯鱘（Acipenser gueldenstaedtii）
- 中吻鱘（Acipenser medirostris）
- 米氏鱘（Acipenser mikadoi）
- 納氏鱘（Acipenser naccarii）
- 裸腹鱘（Acipenser nudiventris）
- 尖吻鱘（Acipenser oxyrinchus）
  - 德氏尖吻鱘（Acipenser oxyrinchus desotoi）
- 裏海鱘（Acipenser persicus）
- 小體鱘（Acipenser ruthenus）
- 史氏鱘（Acipenser schrenckii）
- 中華鱘（Acipenser sinensis）
- 閃光鱘（Acipenser stellatus）
- 歐洲鱘（Acipenser sturio）
- 高首鱘（Acipenser transmontanus）